# عبدالمحسن البسام
عبدالمحسن البسام فضانورد اهل کشور عربستان سعودی است که در ۱۲ دسامبر ۱۹۴۸ میلادی در عنیزه زاده شد.